# E.M.I. Essene
E.M.I. Essene (ook Emi Essene) is een Belgische amateurvoetbalclub uit Essene bij Affligem. De club is aangesloten bij de KBVB met stamnummer 6259 en heeft geel en blauw als kleuren. De eerste ploeg van E.M.I. Essene speelt in de Vierde Provinciale, er is ook een jeugdafdeling.
Oorspronkelijk verwees het letterwoord EMI naar het melkbedrijf op de site van het huidige De Montil-complex. EMI stond voor Essense Melkerij Inrichting. Later betekende dit - en dat betekent het nu nog altijd - Elk Met Ideaal. 